# Interpretación de Peter Jackson de El Señor de los Anillos

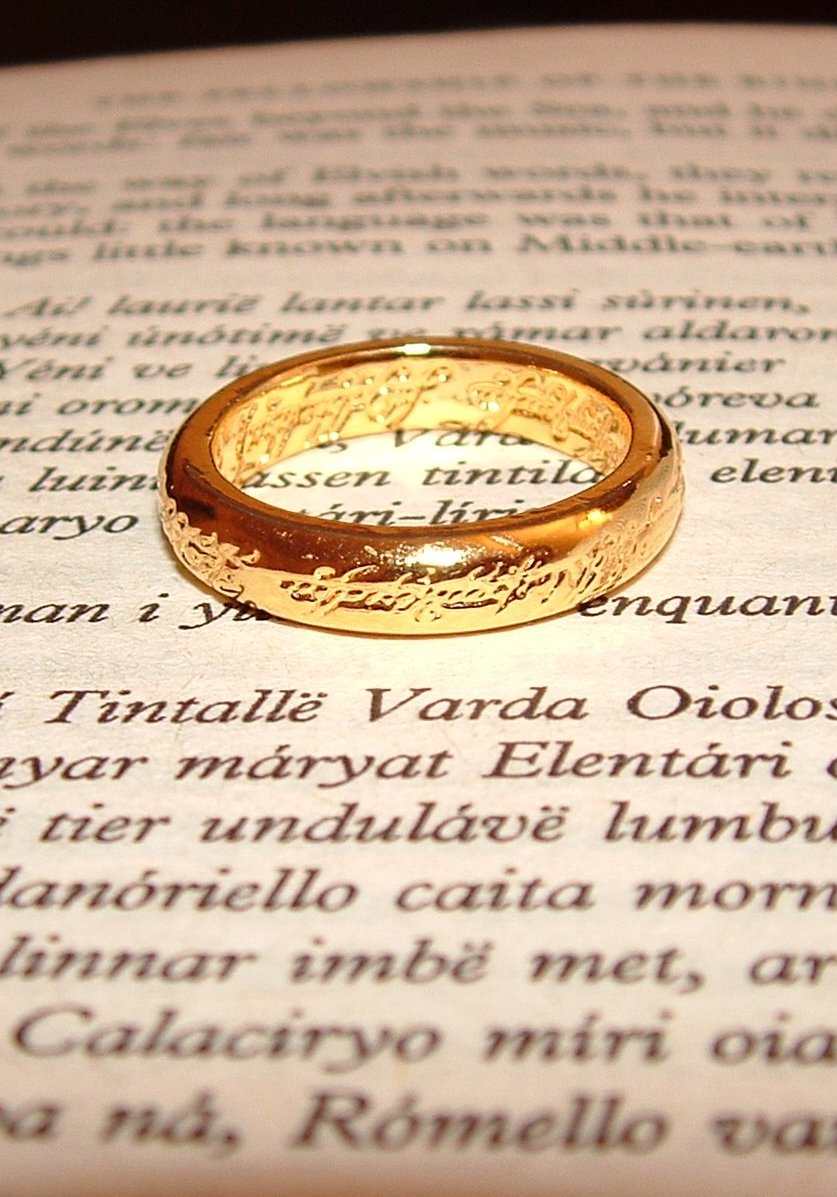
El Anillo Único, tema central de los libros y películas.

La crítica ha comparado la trilogía cinematográfica de El Señor de los Anillos de Peter Jackson de 2001-2003 con el libro homónimo en el que se basó de J. R. R. Tolkien de 1954-1955, al señalar que si bien ambas han tenido un gran éxito comercial, la versión cinematográfica no capta necesariamente el significado pretendido del libro. Han admirado la capacidad de Jackson para filmar el largo y complejo libro; la belleza de la cinematografía, decorados y vestuario; la calidad de la música; y la escala épica de su versión de la historia de Tolkien. Sin embargo, han encontrado a los personajes y la historia muy debilitados por el énfasis de Jackson en la acción y la violencia a expensas de la profundidad psicológica; la pérdida del énfasis de Tolkien en el libre albedrío y la responsabilidad individual; y la sustitución del viaje introspectivo de Frodo por un monomito estadounidense dónde Aragorn es el héroe.
Los críticos admiraron el uso simultáneo de imágenes, palabras y música para transmitir emociones, para evocar la apariencia de la Tierra Media, al crear criaturas maravillosamente creíbles y honrar la visión católica de Tolkien con imágenes que pueden funcionar también para los no cristianos.
Académicos, críticos, actores y fanáticos han visto la versión de Jackson como un éxito, en sus propios términos, como una adaptación de Tolkien, y como algo que va más allá de Tolkien hacia una especie de folclore moderno. El desarrollo de películas de fanáticos como Born of Hope y The Hunt for Gollum, y de un folclore moderno con personajes como elfos, enanos, magos y medianos, todos derivados de la interpretación de Tolkien de Jackson, se han visto como medidas de este éxito.

## Contexto
Tanto la versión del libro como la de la película de El Señor de los Anillos han tenido un gran éxito a su manera, disfrutado tanto por el público como por la crítica no académica, atrayendo la atención de los estudiosos a las diferencias entre ambas. 

### Novela fantástica de Tolkien
La novela fantástica de J. R. R. Tolkien El Señor de los Anillos se publicó en tres volúmenes entre 1954 y 1955 y ha vendido más de 150 millones de ejemplares. Se ha traducido al menos a 58 idiomas. Ocupa, según la edición, unas 1000 páginas de texto. Leído en voz alta en el audiolibro no abreviado con la voz de Rob Inglis, tiene una duración de casi 60 horas.
Tolkien participó en una propuesta para realizar una adaptación cinematográfica de animación de Morton Grady Zimmerman. No se opuso a la idea: en 1957 escribió que un resumen «con un buen trabajo de imagen sería agradable». Consideró que la omisión selectiva sería mejor que la compresión; en el guion que le mostraron, le pareció que la compresión era excesiva, con «el resultado de hacinamiento y confusión, desdibujamiento de los clímax y degradación general».

### Trilogía cinematográfica de Peter Jackson
La serie de películas de Peter Jackson se estrenó en tres películas entre 2001 y 2003. El presupuesto fue de 281 millones de dólares, y en conjunto las tres películas recaudaron más de 2 900 millones de dólares en todo el mundo. La serie de películas tiene una duración de 9 horas y 18 minutos en la versión «teatral» o cinematográfica, y de 11 horas y 26 minutos en la versión extendida publicada en DVD. Aunque larga para una trilogía cinematográfica, era corta en comparación con la obra de Tolkien, lo que planteó a sus realizadores un gran reto de abreviación, compresión y transformación para la producción de la serie.
Los cinéfilos y los críticos no académicos calificaron las películas como casi perfectas. Las dos torres llegó a obtener «un raro 100%» en Rotten Tomatoes, y ganó muchos premios Óscar y otros premios cinematográficos. La especialista en cine Kristin Thompson, al reseñar el primer libro en Tolkien on Film, escribió que «los estudiosos [de la literatura] parecen especialmente irritados por la enorme popularidad de las películas, no solo entre los aficionados, sino también entre los críticos», y señaló que las películas han aportado un público «enormemente ampliado» a El Señor de los Anillos, y quizás millones de nuevos lectores al libro; y que hay «fanáticos del libro» y «fanáticos de la película» entre los fanáticos de Tolkien, como demuestran, escribe, los foros de TheOneRing.net.

## Diferencias
La versión cinematográfica difiere en su contenido de la versión escrita de varias maneras, dentro de las que se incluyen el corte, adición y ajuste de algunas escenas para hacer frente a otros cambios, como el traslado de alguna acción a diferentes lugares, y la adición de algunos personajes menores. Las diferencias de contenido creadas por la necesaria compresión y transformación de la historia de Tolkien dan lugar inevitablemente a diferencias de estilo. Los comentaristas han abordado la cuestión de si las diferencias observadas son adecuadas.
| Aspecto    | Libros de Tolkien | Películas de Jackson |
| ---------- | --- | --- |
| Duración   | c. 60 horas para el audiolibro | De 9 a 11 horas, según la versión                                                                                        |
| Omisiones  | Cuatro primeros capítulos en los que se visitan los territorios de los Gamos, el Bosque Viejo y los Túmulos, y en los que se conoce a Tom Bombadil y al Túmulo; y un último capítulo «novelesco» importante, «El asedio a la Comarca». | Breves menciones a Tom Bombadil después; se muestra la muerte de Saruman, reubicada en Isengard, en la versión extendida |
| Temas      | Romance heroico, lucha moral interna, naturaleza adictiva del poder (del Anillo) | Aragorn como héroe del monomito; violenta aventura de espada y brujería                                                  |
| Contenido  | Descripción, reflexión, poesía, canción, la historia recordada en la discusión de los personajes | Paisajes, imágenes generadas por computadora, música de Howard Shore, trajes, prótesis, armaduras y armas creíbles.      |
| Estructura | Amplio entrelazamiento: los lectores, al igual que los personajes, no saben lo que les ocurre a otros personajes durante largos períodos                                                                                               | La acción es, en gran medida, simultánea, con cortes entre las acciones del mismo día; el público es casi omnisciente    |
| Mujeres    | Arwen en el fondo hasta el final, narrado en el apéndice; Éowyn oculta su amor por Aragorn | Arwen como «princesa guerrera», su amor por Aragorn se puso de manifiesto; Éowyn lleva una antorcha para Aragorn.        |

### Necesidad de transformación

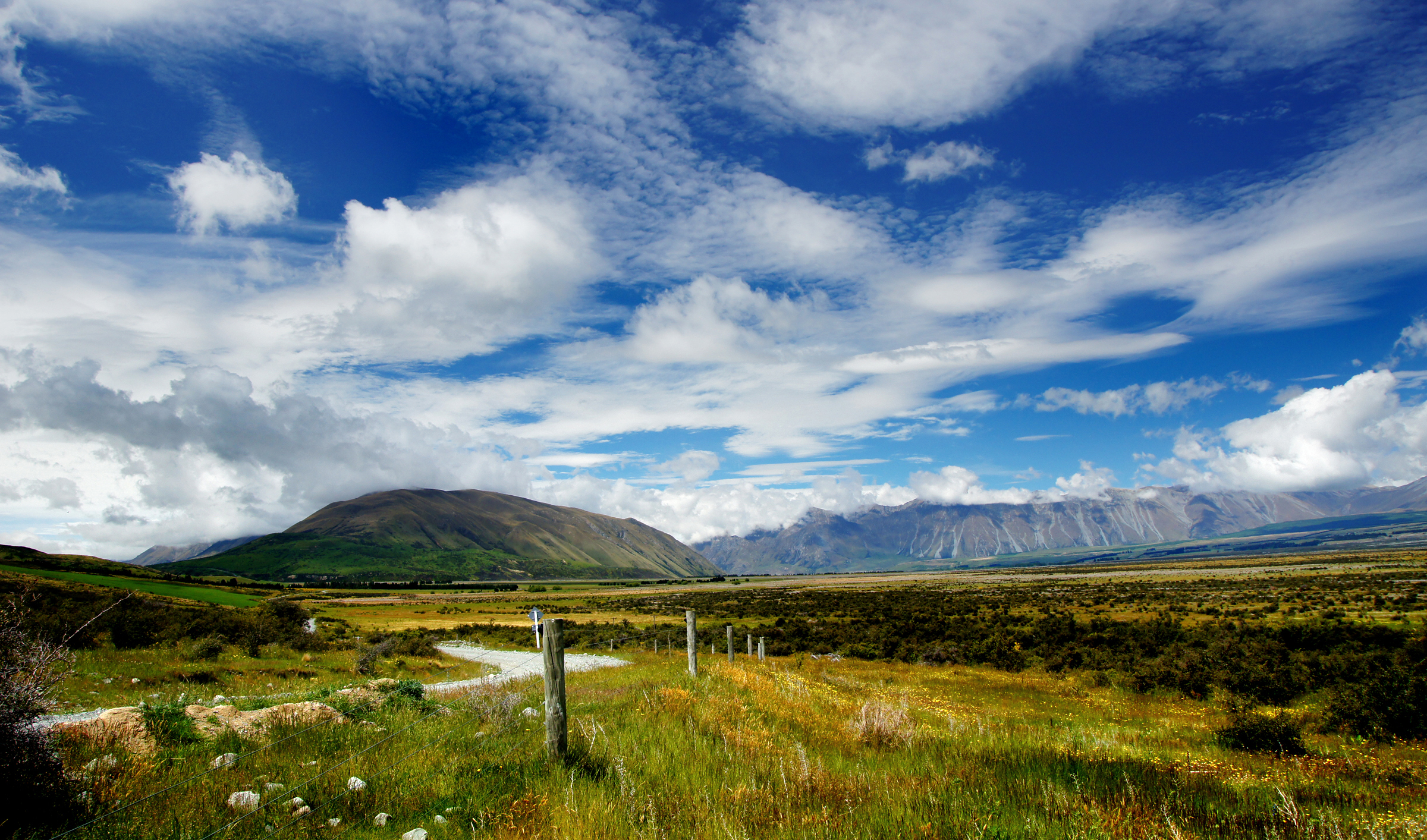
Amplias panorámicas del paisaje de las tierras altas de Nueva Zelanda (foto de Canterbury) sustituyeron a las descripciones de paisajes de Tolkien en las películas de Jackson.

Los estudiosos han señalado múltiples razones por las que es necesario que el cineasta transforme el texto escrito en algo que pueda ser filmado. La versión de Tolkien contiene diversos tipos de escritura, especialmente descripciones del paisaje, de los personajes y de su aspecto, es decir, narración, diálogo y canciones y poemas incrustados. Como escriben Joseph Ricke y Catherine Barnett, «los personajes de Tolkien... —al igual que la narración en la que existen— se detienen a menudo para reflexionar, lamentarse, poetizar, cantar, hacer un inventario moral, volver a centrarse, luchar con sus conciencias y debatir su compromiso con la misión que tienen ante sí».  Además, el texto principal se complementa con un prólogo sobre la naturaleza de los hobbits, el pequeño pueblo característico de una región de la Tierra Media parecida a Inglaterra, y la organización social y política de su hogar, la Comarca. Va acompañado de seis extensos apéndices que describen la historia de los reyes de la Tierra Media, su cronología a lo largo de más de 6 000 años de la Segunda y Tercera Edad, árboles genealógicos, calendarios y guías de pronunciación y de las escrituras élficas, así como de las lenguas de la Tierra Media. El cine tiene capacidades diferentes de la ficción en prosa. La versión cinematográfica traduce las descripciones del paisaje en paisajes reales, ya sean los de Nueva Zelanda o las imágenes generadas por computadora; algo del sentimiento que despiertan las descripciones se transmite por la elección del paisaje y la fotografía, desde las escenas de bosque en la Comarca hasta las amplias panorámicas de las majestuosas montañas. Los efectos sutiles, como la sugerencia indirecta de Tolkien sobre el poder del Anillo, son difíciles de reproducir. Los diálogos se toman a veces sin cambios del libro, pero se recortan muchos; algunos elementos son expresados por otros personajes.
El estudioso de Tolkien Tom Shippey señaló que Jackson estaba sometido a una presión financiera mucho mayor que Tolkien, que no arriesgaba más que su tiempo libre. En su opinión, Jackson se vio obligado a dirigirse a diferentes públicos, entre los que se encontraban los adolescentes, que esperaban que Arwen tuviera algunas de las características de una «princesa guerrera», y que se deleitaban con las bromas sobre los enanos, algo que, según comentó, Tolkien no habría entendido.

### Omisiones
Los cineastas pueden omitir el material escrito que no contribuya materialmente a la historia que se va a contar en la película. Los primeros capítulos, «Una conspiración desenmascarada», «El viejo bosque», «En la casa de Tom Bombadil» y «Niebla en los túmulos», todos ellos relativos a un desvío en el viaje de los hobbits desde su hogar en la Comarca hasta la aldea de Bree, se omiten esencialmente por completo, aunque más adelante se hacen breves menciones a ellos. Se omite el penúltimo capítulo, «La limpieza de la Comarca», en el que los hobbits utilizan las habilidades de liderazgo y guerra que han adquirido para limpiar su región natal del enemigo, aunque Frodo tiene una visión de la misma en el Espejo de Galadriel.

### Adiciones
Los cineastas pueden añadir escenas para que una película fluya mejor. Un añadido al texto principal de Tolkien que los críticos consideraron que funcionó bien es la incorporación de un apéndice, «La historia de Aragorn y Arwen», como línea argumental secundaria sobre la «agridulce relación amorosa» entre un hombre, uno de los héroes de la película, y una elfa inmortal. Otra adición importante es el ataque a Aragorn por parte de orcos de caballería montados en wargos con aspecto de lobo, que lo dejan herido e inconsciente. Todo el episodio es una digresión de la historia principal; Shippey sugirió que se insertó para dar más protagonismo a la bella pero distante mujer elfa Arwen, que ayuda a devolverle la vida a Aragorn.

### Transformaciones de la estructura

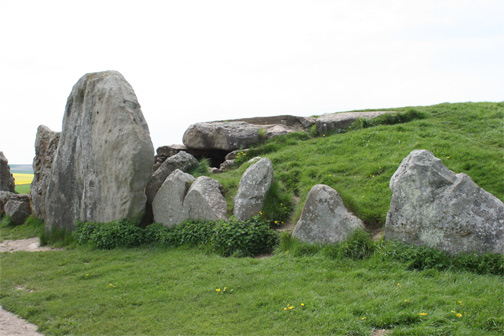
Transformación forzada: como se cortó la escena de los túmulos (en la imagen: el túmulo alargado de West Kennet), los hobbits no podían llevar cuchillas de túmulo cuando necesitan armas en la Cima de los Vientos, así que Aragorn produce de repente cuatro espadas de tamaño hobbit.

Los cineastas pueden transformar la estructura de un libro para aclarar la acción de la película; estas transformaciones pueden requerir más cambios cuando los elementos de la historia están estrechamente entrelazados por la trama. Jackson decidió utilizar parte de la «historia» (acontecimientos muy anteriores a la acción principal de El Señor de los Anillos, descritos en los apéndices y recordados en diálogos en el Concilio de Elrond, a mitad del primer volumen) en un prólogo cinematográfico dramático. Comienza con la forja del Anillo por parte de Sauron en la Segunda Edad, su derrocamiento por una alianza de Elfos y Hombres, y la toma del Anillo por parte de Isildur, un antepasado lejano de Aragorn. Esto resuelve un problema importante para el cineasta en la narración, a saber, que Tolkien cuenta gran parte de la historia a través de «cabezas parlantes», reflexionando mucho después de los acontecimientos sobre lo que significaron, y violando el principio básico del cine de «mostrar, no contar».
Un cambio estructural importante fue la decisión de Jackson de abandonar la estructura entrelazada de Tolkien (entrelíneas) y sustituirla por una historia contada en orden cronológico, con intercalaciones entre personajes en diferentes lugares al mismo tiempo. Esto puede hacer que la narración sea más fácil de seguir, pero permite que el público sepa más de lo que saben los personajes, socavando la sensación de que las decisiones deben tomarse basándose en el valor personal ante un conocimiento incompleto. Una de las guionistas, Philippa Boyens, declaró que la trilogía era simplemente su interpretación de la obra escrita. Jackson afirmó que no sería posible filmar un recuento directo de la historia en la pantalla, y dijo de su versión: «Seguro que no es realmente El Señor de los Anillos... pero aún así podría ser una película muy buena».
Otras escenas han sido necesariamente ajustadas para manejar los efectos de los cortes y otros cambios. La muerte del Mago Saruman se traslada a su fortaleza de Isengard y a un momento anterior, ya que se omite la acción del final del libro al regresar a la Comarca, el hogar de los hobbits. Como los hobbits tampoco visitaron los Túmulos y, por tanto, no recogieron espadas antiguas del tesoro del Túmulo, algo que encajaba de forma natural en la historia del libro, obtuvieron torpemente sus espadas de Aragorn en la Cima de los Vientos cuando el grupo estaba amenazado por un ataque inminente: llevaba consigo cuatro espadas del tamaño de un hobbit, lo que resulta aún más sorprendente porque sólo esperaba encontrarse con Frodo y Sam.

### Transformaciones de personajes
Los cineastas pueden transformar los personajes del libro para adaptarlos a los fines de la película. Estudiosos como Janet Brennan Croft afirman que muchos de los personajes de Jackson son «manifiestamente diferentes» de los de Tolkien: enumera a Arwen, Faramir, Denethor, Théoden, Bárbol, Gimli, e «incluso Frodo, Sam y Gollum». Pero el personaje que señala como radicalmente transformado es el héroe Aragorn, que aparece como un humilde guardabosques del Norte y termina como rey de Gondor y Arnor. Sugiere que los cambios reflejan el «monomito heroico» de Joseph Campbell, en el que el héroe se adentra en un reino sobrenatural, lucha contra fuerzas extrañas, vence y regresa con un poder mayor. La variante americana es que el héroe comienza como un forastero solitario, busca la justicia para la comunidad, es moralmente puro y regresa aceptado por la comunidad. Croft escribe que la búsqueda de Tolkien se ajusta bastante al modelo de Campbell, pero que es Frodo quien parte como el héroe del cuento, la persona ordinaria que, como escribe Verlyn Flieger, «tropieza con la aventura heroica y hace lo mejor que puede»; Tolkien cambia entonces el papel de Frodo y Aragorn como héroes. Jackson pone a la Comarca bajo una violenta amenaza desde el principio. Tolkien hace que Aragorn aspire siempre al matrimonio con Arwen; Jackson, de acuerdo con la castidad exigida en el monomito americano, hace que Aragorn evite tanto a Arwen como a Éowyn, que lleva una antorcha por él.
Tanto los críticos como los cineastas son conscientes de que las transformaciones pueden ser controvertidas. La estudiosa de la literatura Victoria Gaydosik señala que las guionistas Fran Walsh y Philippa Boyens bromean sobre los «crímenes contra el libro» en la edición ampliada del DVD, e investiga la transformación de Arwen en las películas. En la película de La Comunidad del Anillo, Arwen adopta elementos del papel de «princesa guerrera» que no se encuentran en el libro. Esto provocó un debate en los sitios de fanáticos sobre cómo podría aparecer en Las dos torres; una fotografía mostraba a Arwen «con una armadura completa blandiendo la espada de su padre en el Abismo de Helm», pero lo que Boyens llamó en broma ese «ligero alejamiento» de Tolkien no apareció en la película de Las dos torres, donde Arwen vuelve a ser «pasivamente femenina»; en el libro no aparece en absoluto, sólo se menciona su estandarte tejido a mano para su prometido Aragorn. Walsh confirmó que la concepción de Arwen en el guion cambió radicalmente antes del estreno de Las dos torres ante la opinión de los fanáticos.

## Técnica cinematográfica eficaz
Los estudiosos y los críticos han coincidido en gran medida en que la película hace un buen uso de las imágenes visuales y la música para transmitir una impresión de la Tierra Media, desde los paisajes neozelandeses hasta el uso del reparto, el vestuario, las prótesis y los efectos digitales para crear personajes y acción.

### Imágenes
Muchos comentaristas han admirado la traslación de la arquitectura y los paisajes de la Tierra Media a la Nueva Zelanda de Jackson. El académico de humanidades Brian Rosebury escribió que «la atención a las descripciones de los lugares del texto original es a menudo bastante notable: El Muro Oeste de Moria, el Argonath y el lago de Nen Hithoel, el Abismo de Helm, Minas Tirith, todo ello proporciona al lector de Tolkien un satisfactorio choque de reconocimiento». El académico Kim Selling consideró que la evocación del aspecto de la Tierra Media y la «evocación del asombro» estaban «maravillosamente realizadas». En su opinión, la trilogía lo consiguió tanto con sus numerosas criaturas extrañas, ya sean bellas u horripilantes, como a través del paisaje y la ambientación, y de efectos especiales como los hobbits de media altura y la creación del monstruo Gollum. En su opinión, estos logros se ajustan a los términos establecidos para la fantasía creíble en el ensayo de Tolkien de 1939 «Sobre los cuentos de hadas».
Incluso los estudiosos generalmente hostiles a la versión cinematográfica han respetado su presentación visual. David Bratman declaró que «me sentí como si estuviera viendo dos películas a la vez. Una en los efectos visuales, que era fiel y verdadera a Tolkien, y otra en el guion y en el tono y estilo general, que era tan infiel como una parodia». Verlyn Flieger consideró problemática gran parte de la imaginería de la película, pero alabó su efecto cuando se utiliza con moderación, como en el caso del «magistral» funeral en barco de Boromir, que calificó de «eficaz y conmovedor». Daniel Timmons considera que la «cinematografía, la dirección artística, los decorados, la utilería y el vestuario» son espectaculares, y lo califica como «probablemente el mejor logro de Jackson». Admiraba la captura de movimiento que, en su opinión, animaba brillantemente al monstruo obsesionado por el anillo, Gollum, y los efectos especiales que hacían tan eficaz la batalla del mago Gandalf con el monstruoso y ardiente Balrog en las cavernas de Moria.

### Música
Thompson señaló que «incluso los críticos más duros de la película» coinciden en que sus elementos de diseño, incluida su música, que compuso Howard Shore, son «magníficos». Cuando se necesitaba más variedad, se contrataba a otros compositores e intérpretes; por ejemplo, la cantante y compositora irlandesa de fusión celta Enya creó una pieza para una escena élfica en Rivendel. Selling citó la observación de la especialista en cine Erica Sheen de que una adaptación cinematográfica convierte un libro en una banda sonora, transmitiendo emociones mediante la combinación de imágenes, palabras y música, y argumentó que las películas de Jackson consiguen «replicar las experiencias placenteras provocadas por la narrativa». La canción final, «Into the West», cantada por Annie Lennox con música de Shore y letra de Fran Walsh, modula «intrigantemente» el final de la última película «a un tono más cercano al de la novela», escriben Judy Ann Ford y Robin Anne Reid; su letra habla de «llanto, sombras y desvanecimiento», contrarrestando la imagen de luz deslumbrante que presenta la película, y haciéndose eco de la nota de pesimismo y duda del final de Tolkien.

## Manipulación del espíritu de Tolkien
Los comentaristas han diferido sobre lo bien que las películas consiguen representar el espíritu del libro, desde la sensación de que se ha perdido, hasta la concesión de que algunos elementos se han perdido pero otros han sido sustituidos adecuadamente, pasando por considerar las películas como un notable homenaje cinematográfico a Tolkien.

### Evisceración

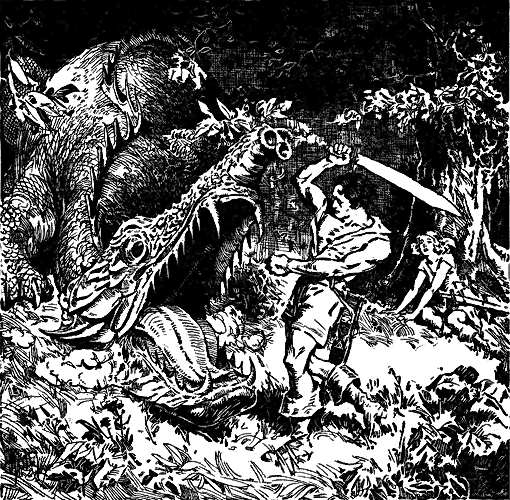
El académico David Bratman consideró que Jackson había reducido el libro de Tolkien a una historia de aventuras de espada y brujería. Ilustración de 1936 para «Red Nails», de Harold S. De Lay.

Algunos especialistas consideraron que se había perdido el espíritu del libro. Bratman escribió que Jackson «ha eliminado casi todo lo que hace de El Señor de los Anillos una obra sorprendentemente única, que nos encanta, y la ha reducido a una historia genérica de aventuras de espada y brujería... La condensación no es el problema: el problema es la evisceración del espíritu de Tolkien». Escribió que sí disfrutó de «esos pocos momentos que vienen directamente del libro», como la discusión de Frodo y Gandalf sobre la cuestión moral en torno a Gollum, que calificó de «escenas de una película diferente, la que me gustaría que Jackson hubiera hecho». Christopher Tolkien, editor de los manuscritos de la Tierra Media de su padre, declaró que «El Señor de los Anillos es peculiarmente inadecuado para su transformación en forma dramática visual», y que las películas habían «destripado» el libro. Rosebury lamentó la pérdida de «algunas de las mayores virtudes del libro», como el «understatement inglés», el tacto emocional y la amplitud. Lamentó la ausencia del énfasis del libro en el libre albedrío y la responsabilidad individual. También lamentó que la versión cinematográfica prefiriera el conflicto físico al poder retórico, la «dignidad de la presencia[,] o la fuerza del intelecto». Timmons comentó que era necesario un toque de destreza para equilibrar la integridad artística con las exigencias de Hollywood y que Jackson había «fracasado a menudo» en lograr ese equilibrio. En su opinión, la «orgía de matanzas de orcos» al final de La Comunidad del Anillo hizo la película bastante inverosímil; Jackson continuamente «minimiza el desarrollo del estado de ánimo y el diálogo, y ofrece vuelos y peleas aparentemente sin parar»; y «el significado del viaje interior de Frodo se sumerge en la acción frenética». Timmons consideró que en escenas como el encuentro de Frodo con Trancos, la estancia en Lothlórien, la caída de Saruman de su posición como primero entre los magos y el tenso encuentro de Gandalf con el poderoso pero mentalmente torturado Denethor, la cobertura apresurada debilitó seriamente la historia.

### Personajes planos
Los estudiosos de Tolkien, como Wayne G. Hammond, Janet Brennan Croft y Carl Hostetter, consideraron que muchos personajes no habían sido representados con fidelidad; esencialmente habían sido aplanados, pasando de ser personajes complejos y redondeados, con puntos fuertes y débiles, a simples tipos o caricaturas. Croft calificó las versiones cinematográficas de Aragorn y Frodo de «extrañamente disminuidas»; señaló que Hostetter describió a Aragorn como menos noble, más lleno de angustia, y a Frodo como un pelele. Utilizando los modos literarios del crítico Northrop Frye, Croft describió al Aragorn de Tolkien como «el típico héroe del romance, que es 'superior en grado a otros hombres y a su entorno'», mientras que Frodo es un héroe del modo mimético elevado, superior a otros hombres pero no a su entorno. Concluyó que el guion de Jackson apunta al «mínimo común denominador de Hollywood... el patetismo del modo mimético bajo y el poder irresistible del monomito americano», al permitir que el público se identifique con el «redentor solitario, cabalgando hacia la ciudad,... salvando el día, y galopando hacia el atardecer», mientras que Tolkien desafía a sus lectores a «emular a personajes intemporales de un modo más elevado que nosotros».
Tom Shippey encontró problemáticas las tendencias de Jackson a la «democratización» y la «emocionalización», escribió que donde Tolkien tiene una clara jerarquía, Jackson se complace en ampliar los papeles de personajes humildes como el siervo hobbit Sam, que convierte a Faramir para que apoye la búsqueda, o el joven hobbit Pippin, que (a diferencia de la versión de Tolkien) persuade al gigante arbóreo Bárbol para que ataque la fortaleza de Isengard del mago caído Saruman. Mientras que el Denethor de Tolkien es un gobernante frío que hace todo lo que puede por su país, el de Jackson parece codicioso y autocomplaciente; Shippey califica la escena en la que engulle una comida, mientras su hijo Faramir ha sido enviado a una lucha desesperada, como un «descarado [uso] de la sugestión cinematográfica».
Christianity Today escribió que las películas «perdieron la profundidad moral y religiosa» del libro, como cuando convirtieron «la horrible sutileza y complejidad del mal» en algo trivialmente obvio. Puso como ejemplo la reducción del tristemente conflictivo Gollum de Tolkien a una «figura patéticamente cómica y meramente tortuosa», y la caricaturización del poderoso mayordomo de Gondor, Denethor, como «un patán gruñón y babeante más que un noble pesimista».

### Preservación mediante una sustitución adecuada
Algunos críticos y estudiosos admitieron libremente que la versión cinematográfica difería del libro, pero consideraron que sustituía adecuadamente otros elementos que no podían conservarse. El experto Daniel Timmons dejó constancia de que los críticos de cine de los principales periódicos señalaron los puntos débiles de la trilogía, como cuando Roger Ebert dijo de La Comunidad del Anillo de Jackson que era «más una epopeya de espada y brujería que una realización de la visión más ingenua e inocente [de Tolkien]», y por otro lado concedió a Jackson «grandes elogios». La académica Robin Anne Reid analizó la gramática utilizada por Tolkien, que, según ella, se centra a menudo en el entorno, con recursos como la colocación de los personajes en cláusulas subordinadas, y la gramática visual equivalente utilizada por Jackson. En su opinión, la cinematografía refleja con éxito el texto, excepto cuando Frodo y Sam se acercan a Mordor, donde Reid encontró la película «superficial en su construcción de Ithilien en comparación con las escenas anteriores». En contraposición, consideró que el encendido de las balizas para convocar a los jinetes de Rohan a Gondor, una larga escena de 98 segundos, «supera el impacto de la novela debido a la capacidad del narrador cinematográfico de alejarse del punto de vista de un solo personaje para dramatizar el evento».
Selling afirmó que el éxito de una adaptación cinematográfica requiere que los cineastas convenzan al público de que su interpretación es válida; señaló que Jackson, Philippa Boyens y Fran Walsh eran, como guionistas y como fanes, muy conscientes de la «fidelidad al texto original que espera la comunidad más amplia de fans de Tolkien». Sabían que los libros eran «irrealizables» sin una transformación, así que se propusieron «traducir» los temas centrales de Tolkien al cine. Conservaron los diálogos de Tolkien siempre que pudieron, a veces trasladando las líneas a un tiempo, lugar o personaje diferentes, como cuando Gandalf pronuncia un discurso en las Minas de Moria antes de llegar a la tumba de Balin; en el libro, las palabras se pronuncian en la casa de Frodo en la Comarca, antes de que parta. Selling consideró que las transformaciones, como la sustitución de la dama elfa Arwen por el señor elfo Glorfindel en La Comunidad del Anillo, fueron principalmente acertadas, pero que la omisión de toda la secuencia de Tom Bombadil fue más perjudicial.

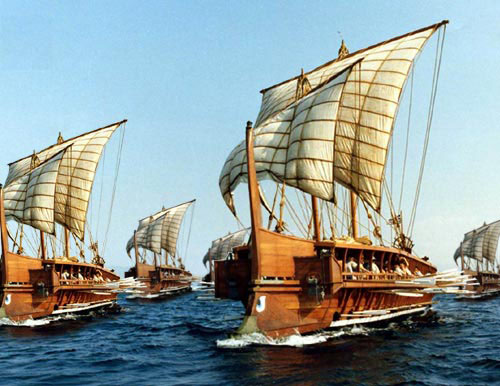
La inesperada llegada de Aragorn en los barcos capturados de los Corsarios de Umbar (parecidos a las galeras de la imagen) se intercala, sustituyendo el elaborado entrelazamiento de Tolkien en la película de Jackson con la desesperada batalla de Éowyn contra el Rey Brujo para crear, por medios muy diferentes, una eucatástrofe tolkienesca.

La medievalista Yvette Kisor escribió que, aunque Jackson había sido infiel a la técnica narrativa de Tolkien (como el entrelazamiento), al desarrollo y la motivación de los personajes y a acontecimientos concretos, se había esforzado continuamente por ser fiel «a la totalidad de la epopeya de Tolkien: su impacto, su aspecto y su sensación y, quizás, algunos de sus temas». En su opinión, se permitió «una reorganización inusualmente libre» de las escenas para simplificar la cronología, pero se las arregló para construir los temas tolkienescos de «la providencia, la eucatástrofe [inversión feliz repentina], la interconexión» a través de una hábil interconexión y el uso de la música. Pone como ejemplo la batalla de Éowyn con el Rey Brujo, intercalada con la llegada inesperada de Aragorn con un ejército en los barcos capturados de los Corsarios de Umbar. La escena se parece a su derrota, y de hecho a la derrota del ejército de Occidente, junto con la profecía triunfante del Rey Brujo («Tonto, ningún hombre puede matarme») y una pausa en la música, que se invierte de repente cuando la música se reinicia con su revelación como mujer, y su muerte a manos de Éowyn. El método de narración no es el de Tolkien, pero el efecto es igualmente eucatásico.
La escritora Diana Paxson, que se describe a sí misma como una amante de la versión del libro, dijo que el visionado de las películas le pareció una «experiencia fascinante, aunque a veces contradictoria». Ver las películas «refrescó» sus relecturas del libro; le pareció que las películas mostraban «con todo lujo de detalles» cosas «descritas demasiado brevemente» por Tolkien, aunque el texto ofrecía diálogos y explicaciones que las películas omitían. Escribe que «un número sorprendente» de líneas de diálogo sobreviven en las películas, aunque a menudo transpuestas, y continúa un proceso iniciado por Tolkien, quien, como señala su hijo Christopher, a menudo trasladaba las conversaciones a nuevos contextos, expresados por diferentes hablantes. Concluye que es posible que las múltiples versiones sean todas válidas y que es «una historia que puede sobrevivir a ser contada de nuevo».

### Buena representación
Críticos, estudiosos, aficionados y otros han calificado la adaptación de Jackson de El Señor de los Anillos como un éxito. Chauncey Mabe, en Los Angeles Times, escribió sobre Las dos torres que «los fanáticos de Tolkien, de los que llevan pies de goma de hobbit al teatro, ... están alabando a Jackson por ser fiel al espíritu, no a la letra, de los libros de Tolkien». El estudioso de la cultura Douglas Kellner afirmó que el espíritu de comunidad conservadora de la Comarca de Tolkien se refleja en las películas de Jackson, así como la división de la Comunidad en «razas rivales».
El actor Ian McKellen, que interpretó a Gandalf en la trilogía cinematográfica, y que había «trasladado» la obra de Shakespeare Ricardo III a una película homónima de 1995, calificó la adaptación de Jackson como «quizá el guion más fiel jamás adaptado de una novela larga». Afirmó que esto se debía a que los guionistas habían sido «devotos del original» y compartirían el resentimiento de otros fanes si fuera «maltratado», y a que los argumentos de Tolkien eran más claros que los de Dickens o Tolstoi. McKellen añadió que las películas «aumentan nuestra apreciación» del libro. Guido Henkel, al reseñar la versión extendida en DVD de La Comunidad del Anillo para DVD Review & High Definition, y describiéndose a sí mismo como «un fan incondicional» del libro, calificó la adaptación de «fiel».  Comentó que no se podía «diseccionar la película como una anotación a la novela» porque una película tiene «requisitos y dinámicas diferentes». Reconoció las inevitables omisiones, pero afirmó que Jackson «sí logró captar la esencia de los libros».
Steven D. Greydanus, crítico de cine del National Catholic Register, calificó la trilogía de Jackson como «un extraordinario homenaje cinematográfico a una gran obra de la imaginación católica».  Señaló que Tolkien describió su libro como «una obra fundamentalmente religiosa y católica», con claras alusiones a «la mano de la Providencia», aunque la religión casi nunca aparece en la superficie. Greydanus señaló que Jackson y su equipo eran conscientes de la fe de Tolkien, aunque no la compartían, y pretendían honrar los temas de su libro. Puso como uno de los muchos ejemplos de esta voluntad la muerte y el regreso de Gandalf, al luchar contra el Balrog, «tan infernal como los artistas conceptuales de Jackson y la gente de efectos de Weta pudieron hacerlo», y después caer en el abismo con los brazos extendidos como en una cruz, y para regresar «brillando como una pintura de Cristo resucitado» cuando se aparece a Aragorn, Legolas y Gimli, «que como los discípulos [de Jesús] son al principio incapaces de reconocerlo». El especialista Mark Stucky consideró que Jackson posiblemente había conseguido retratar al Gandalf retornado como Tolkien hubiera querido, y señaló que Tolkien sentía que no había acertado con el retorno. También Frodo, escribió Greydanus, muere simbólicamente en la guarida de la araña gigante Shelob y renace, y recorre su Vía Dolorosa de camino al Monte del Destino para destruir el Anillo; mientras que Aragorn recorre el Camino de los Muertos. Concluyó que, aunque la trilogía cinematográfica no iguala la visión religiosa del libro, consigue honrar esa visión de un modo que funciona para los cristianos, al tiempo que ofrece a los «postmodernos no cristianos» un «raro encuentro con una visión no irónica del bien y del mal, una visión moral del mal como derivado del bien y de la siempre presente susceptibilidad humana a la tentación».  Timmons estuvo de acuerdo, y escribió que la historia principal de Tolkien, que el Anillo tentaba insidiosamente a todo el mundo hacia el mal, se contó eficazmente, a través de la «voz sutil y seductora» del Anillo.

## Ir más allá de Tolkien, y conseguir que otros lo hagan
Por último, algunos estudiosos han analizado cómo Jackson ha ido más allá de Tolkien, creando su propia visión de la Tierra Media y, en el proceso, creando una comunidad de aficionados unida por el interés y el conocimiento compartidos, y abierta a debatir y crear un cuerpo de nuevas obras —una cultura cinematográfica de fanáticos, o un folclore moderno— informada, pero diferente, tanto de la de Tolkien como de la de Jackson.

### Creación de una cultura de cine de fanáticos

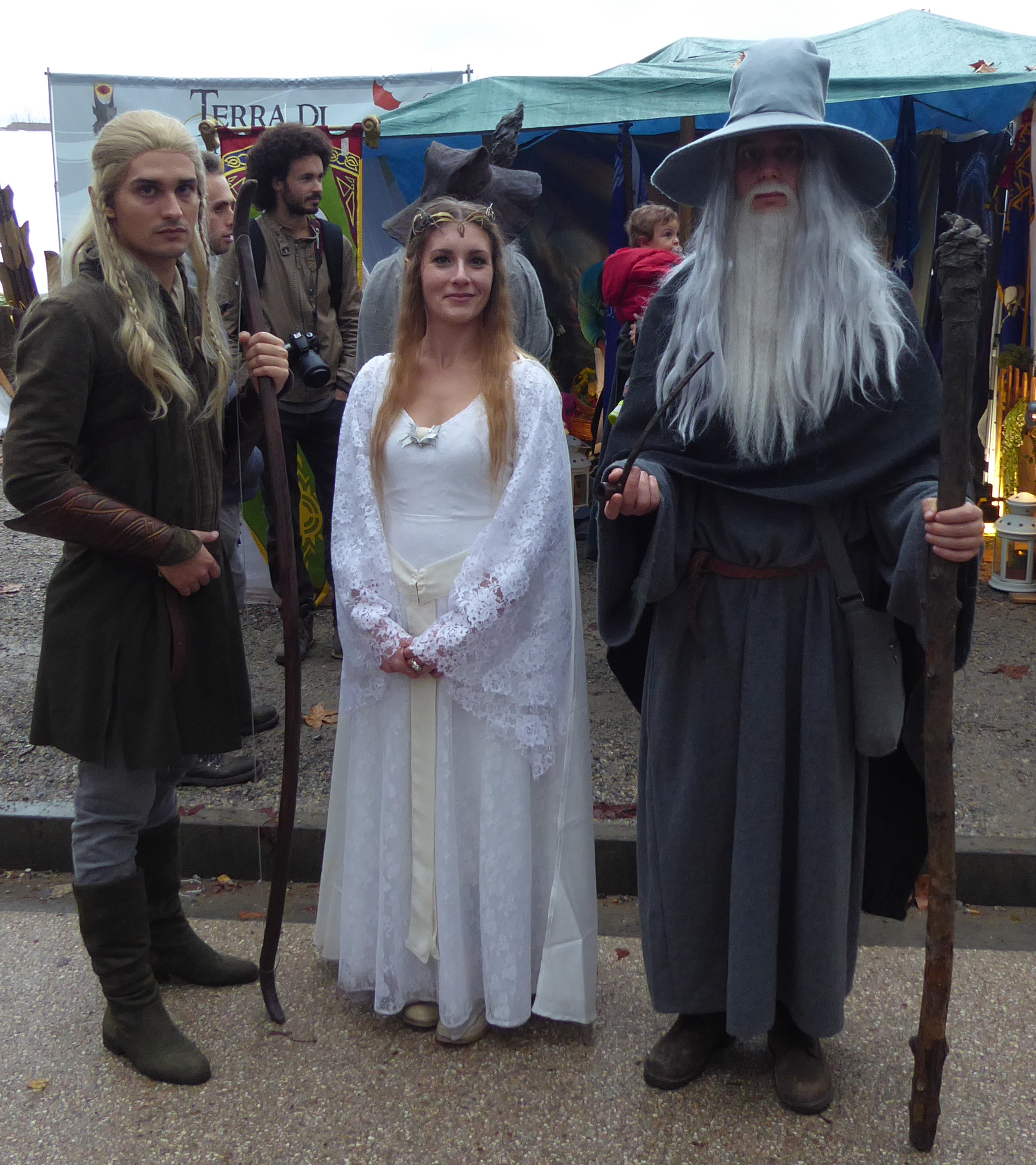
La cultura del cine de fanáticos: Los fanáticos de Tolkien caracterizados como personajes de El Señor de los Anillos en la convención Lucca Comics & Games de 2019.

La académica María Alberto escribió que Jackson había creado una «cultura cinematográfica de fanáticos» en una gran comunidad que compartía el interés y el conocimiento de la Tierra Media. El especialista en cine Lothar Mikos y sus colegas señalaron que la trilogía cinematográfica de Jackson había creado un fenómeno en forma de cultura de fanáticos que abarcaba la pasión por los libros, los videojuegos y todo tipo de mercancía posible. Selling escribió que las películas ciertamente han llevado a muchos entusiastas a leer el libro de Tolkien, como se documenta en TheOneRing.net. Alberto afirmó que especialistas como Fimi y Croft habían escrito sobre cómo los seguidores de Tolkien podían ser implacables con cualquier desviación del texto, pero que Jackson había equilibrado cuidadosamente la reacción de éstos y la necesidad de éxito comercial de su trilogía cinematográfica.
El éxito entre los seguidores se pudo comprobar, según Alberto, en los fan-films Born of Hope, dirigido por Kate Madison en 2009, y The Hunt for Gollum, dirigido por Chris Bouchard ese mismo año. Born of Hope, por ejemplo, se basaba en «un par de párrafos» de Tolkien en un apéndice sobre la historia de Aragorn y Arwen, añadía sus propios personajes originales, enlazaba su historia con otros elementos de la Tierra Media, y hacía referencia al tratamiento cinematográfico de Jackson con su elección de escarpadas localizaciones de rodaje, la interpretación de Viggo Mortensen de Aragorn al elegir a Christopher Dane, de aspecto similar, como el padre de Aragorn, Arathorn, y al hacer que los orcos fueran monstruosos y harapientos en un estilo visiblemente jacksoniano. Además, alude a la trilogía de Jackson, escribe Alberto, con técnicas como la «exposición acelerada» y un narrador invisible de «historia antigua» que habla sobre «amplias tomas de locaciones, escenas de batalla y detalles de la vida de un personaje». Reid comenta que The Hunt for Gollum llena un vacío en la historia dejado por la decisión de Jackson de omitir la caza; el fan-film, escribe, sigue con conocimiento la historia de Tolkien, y hace que Aragorn capture a Gollum y lo entregue a los elfos, antes de ir más allá con su propia narrativa.
El purista Philip Kaveny escribió que Jackson y Tolkien «encontraron soluciones diferentes a problemas similares de audiencia y narrativa... en medios diferentes». La especialista en cine Kristin Thompson declaró que Tolkien, sus normativos y sus seguidores «sin duda... se habrían sentido impresionados por algunos elementos [de la trilogía cinematográfica] y molestos por otros»; Alberto calificó de notable que Thompson trate conscientemente tanto a los estudiosos como a los seguidores como público digno de consideración.

### Creación de una tradición folclórica moderna
La experta en literatura Dimitra Fimi escribió que Jackson había logrado transformar el libro de Tolkien para la pantalla, y creó en el proceso una tradición folclórica moderna. Señaló que Tolkien recurrió a los mitos, leyendas y cuentos medievales. A su vez, su Tierra Media ha influido tanto en los autores de fantasía como en la industria de los juegos de rol, redefiniendo o creando razas muy utilizadas como los elfos, los enanos, los magos y los hobbits. De este modo, Jackson se enfrentó a lo que el supervisor creativo de Weta Workshop, Richard Taylor, denominó «una oportunidad para llevar a la pantalla una parte del folclore inglés moderno». Fimi señala especialmente el monstruoso Balrog, los gráciles Elfos y los Hombres Muertos que siguen a Aragorn. Tolkien no deja claro si el Balrog tenía alas; aparece como un ser de tamaño monstruoso, envuelto en llamas y sombras. Jackson consultó a los fanáticos y decidió darle unas alas satánicas de murciélago, que se han convertido en su forma definitiva en las obras de arte y los juegos de fantasía. Los elfos de Tolkien están firmemente arraigados, escribe Fimi, en la tradición anglosajona, inglesa media y nórdica, pero también están influenciados por las hadas celtas de los Tuatha Dé Danann. Los elfos de Jackson son «celtas» en el sentido romántico del renacimiento celta.

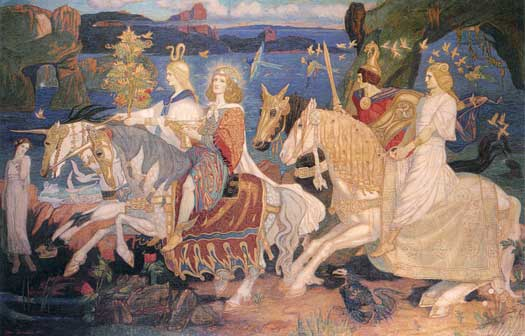
Los elfos de Jackson se parecen a los del renacimiento celta del y, como en el cuadro de John Duncan de 1911 Los jinetes de los Sidhe, más que a la reconstrucción de los elfos medievales de Tolkien, según Dimitra Fimi.

Fimi compara la representación de Jackson del grupo de elfos de Gildor cabalgando por la Comarca «moviéndose lenta y elegantemente hacia el Oeste, acompañados por una música etérea» con el cuadro de John Duncan de 1911 The Riders of the Sidhe —Los jinetes de los Sidhe en español—. Señala que el diseñador conceptual de Jackson, el ilustrador Alan Lee, había utilizado el cuadro en el libro Faeries de 1978. Tolkien no intenta describir a los Muertos, al señalar sólo las reacciones de pavor que inspiran en Aragorn y en el enano Gimli en el oscuro y escalofriante «Senderos de los Muertos». Los Muertos de Jackson son, en cambio, «visibles en una brumosa luz verdosa, en parte esqueletos, en parte fantasmas y en parte zombis de carne podrida», siguiendo la tradición cinematográfica. Fimi comentó que la forma más encarnada para los Hombres Muertos probablemente prevaleció porque tenían que librar una batalla (por los barcos de los corsarios), y señaló en este sentido que los primeros éxitos de Jackson como director fueron películas de terror.
La especialista en la literatura fantástica Amy Sturgis señaló que la comunidad de seguidores de Tolkien se apoya en los hombros tanto de Tolkien como de Jackson; sus escritos exploran la intersección entre el texto de Tolkien y las visualizaciones de Jackson, así como las brechas entre ambos, o utilizan las desviaciones de Jackson del libro para crear universos alternativos. Escribió que la «nueva cibercultura» que ha crecido en torno a este tipo de escritos es grande, con (en 2005) más de 29 000 historias de El Señor de los Anillos en Fanfiction.net y muchos archivos especializados como el de Henneth Annûn, que tenía (en 2005) más de 1 000 historias basadas en Tolkien; es diversa, con convenciones, fanzines impresos, premios de ficción, foros de discusión, blogs, revistas y juegos de rol; y poco habitual, al no estar limitada a un texto central. A partir de ahí, concluyó que la trilogía de Jackson había estimulado «un grado notable de creatividad, producción y diálogo de los fanáticos».